# Wasserschöpfmühle Agnes
Die Wasserschöpfmühle Agnes ist ein Erdholländer mit Steert in Südbrookmerland in Niedersachsen. Das Bauwerk wurde 1988 im Südbrookmerlander Ortsteil Bedekaspel als Nachbau einer Mühle vom Großen Meer errichtet, die dort 1920 abgebrochen wurde.

## Geschichte
Der Erdholländer mit Steert wurde als Wasserschöpfmühle am Großen Meer zur Entwässerung der Bargsteder Meede errichtet. Der dafür nötige Transport von Wasser aus den Niederungsgebieten in höher gelegene Tiefs wurde mit einer archimedischen Schraube das Wasser realisiert. Um 1920 verlor die Mühle ihre Funktion, wurde abgebrochen verkauft und an anderer Stelle weitergenutzt. Als in den 1980er Jahren ein 2 Hektar großes Gelände an der Wiegboldsburer Riede von einem Reetdachdeckermeister für ein Feuchtgebiet zur Verfügung gestellt wurden, um darauf ein Feuchtgebiet anzulegen, wurden die Überreste der Mühle 1986 in die Nähe ihres ursprünglichen Standortes zurückgebracht und 1988 in dem wieder aufgebauten Erdholländer einer neuen Verwendung zugeführt. Heute dient sie, entgegen dem ursprünglichen Zweck, der Bewässerung des Feuchtbiotops. Entsprechend einem alten holländischen Brauch wurde die Mühle bei ihrer Einweihung am 10. Oktober 1988 spontan auf den Namen der anwesenden, damals vierzehnjährigen Tochter von Behrend Meyer getauft, der die Flächen zur Anlage des Feuchtgebietes und der Mühle gestiftet hatte. Später wurde ein kleiner Wanderweg angelegt, so dass eine äußere Besichtigung möglich ist.

## Technische Daten
Das obere Mühlengehäuse ist drehbar auf einem feststehenden Unterbau angebracht. Die Förderhöhe beträgt 0,84 m. Die Flügel haben eine Spannweite von 10,60 m und sind mit Segeln bespannt.